# Língua grega antiga
A língua grega antiga ou clássica (em grego clássico: ἡ Ἑλληνικὴ γλῶσσα; romaniz.: hē Hellēnikḕ glō̃ssa) é uma língua indo-europeia morta, falada na Grécia durante a Antiguidade e que evoluiu para o grego moderno. A língua grega clássica é dividida com base nos seguintes períodos: grego micênico (c. 1400–1200 aC), período homérico (c. 1200–800 aC), o período arcaico (c. 800–500 aC) e o período clássico (c. 500–300 aC).

## Uso moderno

### Na educação
O estudo do grego antigo nos países europeus, além do latim, ocupou um lugar importante no currículo desde o Renascimento até o início do século XX. Isso também foi verdade nos Estados Unidos, onde muitos dos fundadores da nação receberam uma educação de base clássica. O latim era enfatizado nas faculdades americanas, mas o grego também era exigido nas eras colonial e nacional, e o estudo da Grécia antiga tornou-se cada vez mais popular em meados do século XIX, a era do filelenismo americano. Em particular, as intelectuais femininas da época designaram o domínio do grego antigo como essencial para se tornar uma "mulher de letras."
O grego antigo ainda é ensinado como disciplina obrigatória ou opcional, especialmente em escolas tradicionais ou de elite em toda a Europa, como escolas públicas e escolas de gramática no Reino Unido. É obrigatório no liceo classico na Itália, no ginásio dos Países Baixos, em algumas aulas na Áustria, na klasična gimnazija (escola secundária – orientação: línguas clássicas) na Croácia, nos estudos clássicos na ASO na Bélgica e é opcional no ginásio orientado para as humanidades na Alemanha, geralmente como uma terceira língua depois do latim e do inglês, dos quatorze aos dezoito anos. Em 2006/07, quinze mil alunos estudaram grego antigo na Alemanha, de acordo com o Departamento Federal de Estatística da Alemanha, e 280 mil alunos o estudaram na Itália.
É uma disciplina obrigatória ao lado do latim no ramo de Humanidades do bacharelado espanhol. O grego antigo é ensinado na maioria das grandes universidades do mundo, muitas vezes combinado com o latim como parte do estudo dos clássicos. Em 2010, foi oferecido em três escolas primárias no Reino Unido, para aumentar as habilidades linguísticas das crianças, e foi uma das sete línguas estrangeiras que as escolas primárias poderiam ensinar em 2014 como parte de um grande esforço para aumentar os padrões de educação.
O grego antigo é ensinado como disciplina obrigatória em todos os ginásios e liceus da Grécia. Começando em 2001, uma competição internacional anual "Explorando a Língua e Cultura Grega Antiga" (em grego:  Διαγωνισμός στην Αρχαία Ελληνική Γλώσσα και Γραμματεία) foi realizada para alunos do ensino médio em grego. Ministério da Educação Nacional e Assuntos Religiosos, com a língua grega e organizações culturais como co-organizadores. Parece ter cessado em 2010, não tendo obtido o reconhecimento e aceitação dos professores.

### Uso moderno no mundo real
Autores modernos raramente escrevem em grego antigo, embora Jan Křesadlo tenha escrito alguma poesia e prosa no idioma, e Harry Potter e a Pedra Filosofal, alguns volumes de Asterix, e As Aventuras de Alix foram traduzidos para o grego antigo. Ὀνόματα Kεχιασμένα (Onomata Kechiasmena) é a primeira revista de palavras cruzadas e quebra-cabeças em grego antigo. Sua primeira edição apareceu em abril de 2015 como um anexo da Hebdomada Aenigmatum. Alfred Rahlfs incluiu um prefácio, uma breve história do texto da Septuaginta e outros assuntos iniciais traduzidos para o grego antigo em sua edição de 1935 da Septuaginta; Robert Hanhart também incluiu as observações introdutórias da edição revisada de Rahlfs–Hanhart de 2006 no idioma. Akropolis World News relata semanalmente um resumo das notícias mais importantes em grego antigo.
O grego antigo também é usado por organizações e indivíduos, principalmente gregos, que desejam denotar seu respeito, admiração ou preferência pelo uso desse idioma. Esse uso às vezes é considerado gráfico, nacionalista ou humorístico. De qualquer forma, o fato de os gregos modernos ainda poderem entender total ou parcialmente textos escritos em formas não arcaicas do grego antigo mostra a afinidade da língua grega moderna com seu predecessor ancestral.

### Aprendizagem de gramática
- «Uma gramática mais extensa da língua grega antiga escrita por J. Rietveld». Arquivado em 7 janeiro 2021 no Wayback Machine
- Recitation of classics books
- Perseus Greek dictionaries
- Greek-Language.com– Informações sobre a história da língua grega, aplicação da linguística moderna ao estudo do grego e ferramentas para aprender grego
- Aulas gratuitas de grego antigo, bibliotecas bilíngues, fórum
- Uma pesquisa crítica de sites dedicados ao grego antigo
- Ancient Greek Tutorials– Berkeley Language Center da Universidade da Califórnia
- Um tutorial digital para grego antigo baseado no primeiro livro grego de White
- New Testament Greek
- Acropolis World News– Um resumo das últimas notícias do mundo em grego antigo, Juan Coderch, University of St Andrews

### Textos clássicos
- Perseus – Greek and Roman Materials
- Ancient Greek Texts